# Томас Рохас
Томас Рохас Гомес (ісп. Tomás Rojas Gómez; 12 червня 1980) — мексиканський професійний боксер, чемпіон світу за версією WBC (2010—2011) і «тимчасовий» чемпіон WBC (2009) в другій найлегшій вазі.

## Професіональна кар'єра
1996 року у віці 16 років дебютував на професійному рингу.
Чергуючи перемоги з поразками, 8 квітня 2001 року завоював титул чемпіона Мексики у другій найлегшій вазі. Провівши три захисти, 12 березня 2004 року програв одностайним рішенням Крістіану Міхаресу і втратив титул.
В наступних чотирнадцяти боях здобув вісім перемог і зазнав п'ять поразок при одній нічиїй, програвши зокрема Ансельмо Морено (Панама) в бою за титул WBA Fedecaribe в легшій вазі і Хорхе Арсе (Мексика) в бою за титул WBC Latino в легшій вазі.
17 січня 2009 року завоював вакантний титул WBC International в другій найлегшій вазі. 18 липня 2009 року завоював титул «тимчасового» чемпіона WBC в другій найлегшій вазі. 12 грудня 2009 року вийшов на бій проти чемпіона WBC і WBA (Super)  у другій найлегшій вазі Віка Дарчиняна (Вірменія) і програв нокаутом в другому раунді.
19 червня 2010 року завоював вакантний титул WBC USNBC в другій найлегшій вазі. 20 вересня 2010 року в бою проти Коно Кохеї (Японія) одностайним рішенням суддів завоював вакантний титул чемпіона WBC у другій найлегшій вазі. Провів два успішних захиста проти Мейдзьо Нобуо (Японія) і Хуана Хосе Монтеса (Мексика). 19 серпня 2011 року втратив титул, програвши Сурія Сор Рунгвісаі (Таїланд).
3 листопада 2012 року вийшов на бій проти чемпіона WBC в легшій вазі Яманака Сінсуке (Японія) і програв нокаутом в сьомому раунді.
В настурні роки перемагав суперників невисокого рівня, поступившись зокрема Крістіану Міхаресу (вдруге), Андресу Гутьєресу (Мексика), Мухаммадхучі Якубову (Таджикистан), Муссі Голаму (Марокко).